# فضاء بير
يطلق على أي فضاء طوبولوجي اسم فضاء بير إذا كانت كل التقاطعات في مجموعة منتهية لمفتوح كثيف كثيفة.
سمي هذا المبدأ الرياضي على اسم عالم الرياضيات الفرنسي رينيه لوي بير René-Louis Baire.

## مبرهنة بير
1. الفضاء الطبولوجي محليا مضغوط {\displaystyle E} هو فضاء بير.
2. الفضاء المتري الكامل {\displaystyle (E,d)} (أيضا فضاء بناخ) هو فضاء بير.

## اقرأ أيضاً
- مبرهنة أبيري
- فضاء باناخ